# Gastone (film)
Gastone è un film del 1960 diretto da Mario Bonnard.
La figura di Gastone è un omaggio all'omonima commedia di Ettore Petrolini, del quale il regista Bonnard era stato grande amico.

## Trama
Italia, anni venti. I sofferti spiragli di guerra sembrano lontanissimi, soprattutto se e quando si ha la possibilità di svagarsi in posti come il tabarin: è qui che Gastone, in arte Gaston Le Beau, professione danseur mondain, accompagnato dall'inseparabile frac, si esibisce ballando con estrema eleganza ed intrattiene le danarose signore che vi si recano.
Chiuso nella magnifica immagine di "bell'Adone", ballerino sciupafemmine, elegante e sexy, Gastone è in realtà un personaggio frivolo e senz'arte, truffatore ben noto al commissariato che non si cura soltanto di essere desiderato dalle ammiratrici ma vuole ben altro: il successo, quella gloria piena e mai raggiunta a causa dello scoppio della Grande Guerra. Circondato da personaggi altrettanto fatui ed in alcuni casi disonesti, tra principi, strozzini e belle donne, Gastone coltiva le sue ambizioni quando alla sua scuola di danza improvvisata s'iscrive una nuova allieva, Nannina. Non si tratta solo d'una giovane e bella ragazza impiegata come domestica presso nobili, ma di un'ottima ballerina, ambiziosa e determinata. Con lei, Gaston s'illude di aver finalmente trovato la nuova vedette del locale, la compagna di ballo perfetta. Ma, al momento dell'ingresso in scena, Gaston viene condotto all'improvviso in commissariato per una denuncia e Nannina, ora conosciuta come Anna La Belle, si esibisce da sola riscuotendo un enorme consenso.
Inizia così, un po' per caso e molto per talento e con l'aiuto d'un famoso impresario, la nuova carriera solista di Nannina, capace in breve tempo di raggiungere la massima fama esibendosi nei più celebri teatri e locali d'Europa. Persa l'occasione, Gaston si rivela incapace di accorgersi che i gusti del pubblico sono cambiati e che quel suo mondo patinato è sulla via del tramonto. Ormai dimenticato, sfiduciato e senza un soldo, Gaston cerca l'ultima chance tornando ad esibirsi in un locale di second'ordine insieme a Rosa, una vecchia fiamma sempre devota. Ma l'ultima esibizione si rivela un fiasco totale e al bel danseur, ridotto in miseria, non resta che una vana consolazione: rivedere Nannina forse per un'ultima volta, uscendo così di scena convinto di essere, sempre e comunque, il più bello e desiderato.

## Incassi
Incasso accertato sino a tutto il 31 marzo 1964: Lit. 381.946.279